# Stavanger tingrett

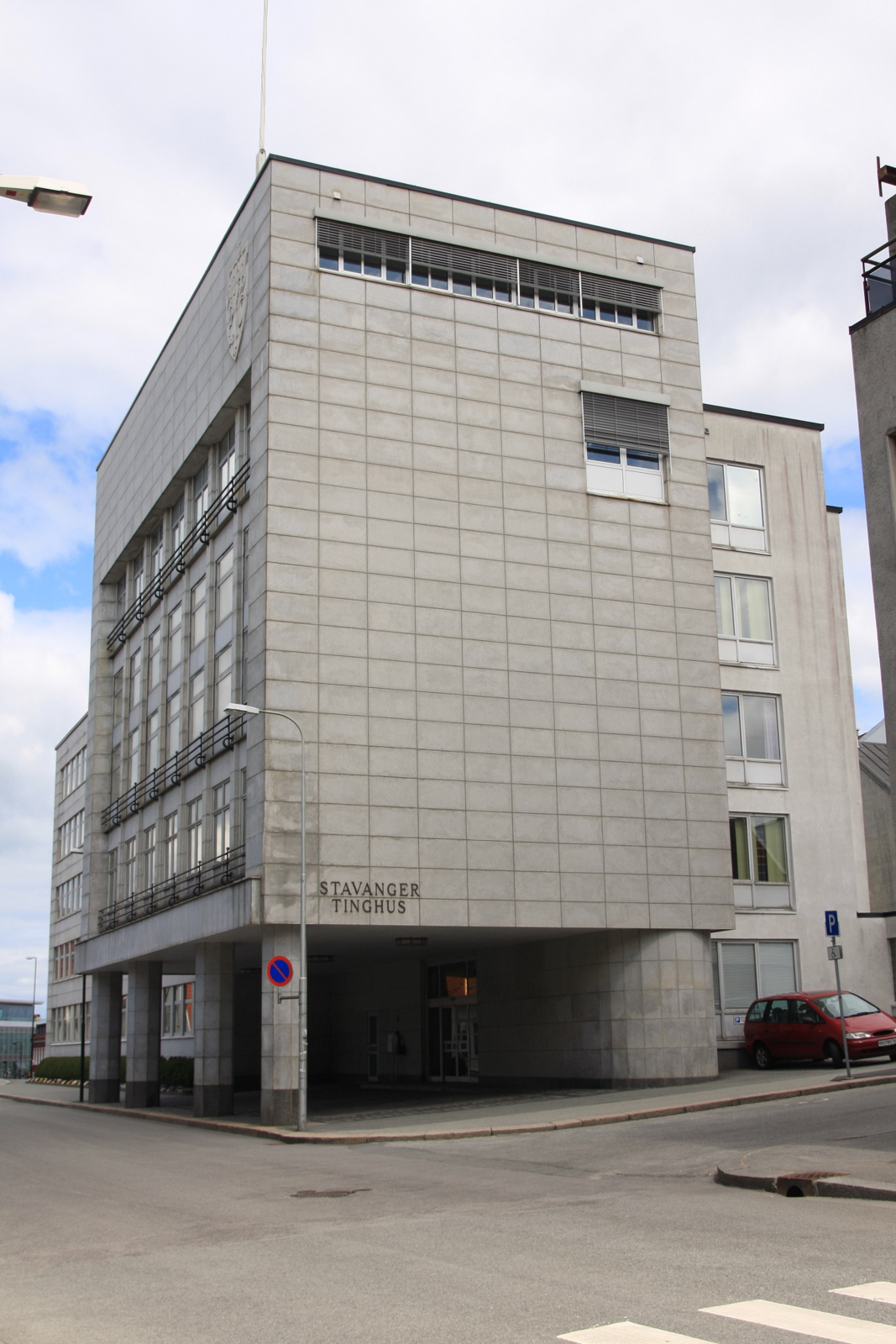
Tinghus in Stavanger

Stavanger tingrett is een tingrett (kantongerecht) in de Noorse fylke Rogaland. Het gerecht is gevestigd in Stavanger. Het huidige tingrett ontstond in 2007 toen het tingrett voor Ryfylke fuseerde met het gerecht voor Stavanger.
Het gerechtsgebied omvat de gemeenten Stavanger, Sola, Randaberg, Kvitsøy, Strand en Hjelmeland. Stavanger maakt deel uit van het ressort van Gulating lagmannsrett. In zaken waarbij beroep is ingesteld tegen een uitspraak van Stavanger tingrett zal de zitting van het lagmannsrett meestal ook worden gehouden in Stavanger.